# 현존재
현존재(現存在, 독일어: Dasein)는 마르틴 하이데거의 실존주의 철학, 특히 《존재와 시간》에서 중요하게 다뤄지는 개념이다. 독일어로는 "그곳에(독일어: da) 있는(독일어: sein)"이라는 뜻이다. 본질이나 가능태(可能態)가 아니라 현실에 존재할 것, 일반적으로 …이다에 대하여, … 있다고 할 때의 존재양식, 하이데거에서는 인간을 가리키고 기초적 존재론의 주제이다.

## 하이데거의 재해석
현존재라는 개념은 헤겔에 의해 "결정된 있음(determined being)"는 뜻으로 사용되었으나 하이데거는 그 단어의 사용이 잘못되었다고 지적했다.

## 비평
테오도어 아도르노는 하이데거의 현존재 개념에 대해 역사적 현실로부터의 이상주의적 도피라 비판했다.

## 같이 보기
- 허무주의
- 자의식
- 영혼
- 물자체